# Tessa Howard
Pour les articles homonymes, voir Howard.
Tessa Howard est une joueuse de hockey sur gazon britannique. Elle évolue au poste de milieu de terrain au East Grinstead et avec les équipes nationales anglaise et britannique,,,.

## Biographie
Tessa est née le 6 janvier 1999 en Angleterre.

## Carrière
Elle a fait ses débuts en novembre 2018 avec l'équipe première britannique à Changzhou lors du Champions Trophy 2018.